# Прелестное дитя
«Преле́стное дитя́» (англ. Pretty Baby) — американский кинофильм режиссёра Луи Маля.

## Сюжет
Новый Орлеан, 1917 год. Хозяйка одного из борделей Сторивиля решает, что дочь Хэтти — одной из проституток — двенадцатилетняя Вайолет, станет товаром на аукционе. В бордель приглашается вся местная знать; для Вайолет это очередная игра, в которой она является центром внимания взрослых. Аукцион выигрывает заезжий богач.
Аукцион не оказывает влияния на отношения Вайолет с местным фотографом Беллоком, присутствовавшем на аукционе. Через несколько месяцев он женится на девочке, а до бракосочетания дарит невесте красивую куклу. Но Вайолет кричит на него, разозлившись на то, что он считает её ребёнком.
В семейной жизни Вайолет и фотографа то и дело происходят ссоры и непонимание, перемежающиеся любовными сценами. Спустя некоторое время Хэтти заявляет, что брак незаконен без её согласия, и увозит Вайолет с собой.

## В ролях
- Брук Шилдс — Вайолет
- Сьюзан Сарандон — Хэтти
- Кит Кэррадайн — Беллок
- Фрэнсис Фэй — Нелл
- Антонио Фаргас — профессор
- Мэттью Энтон — «Красная вершина»
- Дайана Скаруид — Фрида
- Барбара Стил — Джозефина
- Серет Скотт — Флора
- Шерил Марковиц — Гасси
- Сьюзан Мэнкси  — Фанни
- Лора Циммерман — Агнес
- Миз Мэри — Одетта
- Геррит Грэм — вор-карманник
- Мей Мерсер — мать Мозбери
- Дон Худ — Альфред Фуллер

## Награды
- Технический Гран-при Каннского кинофестиваля 1978 года